# Saint-Saud-Lacoussière
 Saint-Saud-Lacoussière  (en occitano Sensaut e La Cossiera) es una población y comuna francesa, situada en la región de Aquitania, departamento de Dordoña, en el distrito de Nontron y cantón de Saint-Pardoux-la-Rivière.

## Demografía
| 1468 | 1284 | 1148 | 1045 | 951 | 868 |
| Para los censos de 1962 a 1999 la población legal corresponde a la población sin duplicidades (Fuente: INSEE [Consultar]) |      |      |      |     |     |